# Rehazentrum im Naturpark Aukrug
Das Rehazentrum im Naturpark Aukrug ist eine Rehabilitationsklinik in Schleswig-Holstein in der Nähe des Ortes Aukrug. Die Klinik ist ein Haus der Deutschen Rentenversicherung Nord und verfügt insgesamt über 221 Betten. Behandelt werden orthopädische und psychosomatische und Erkrankungen.
Dabei liegt der Fokus auf einer fächerübergreifenden Behandlung.

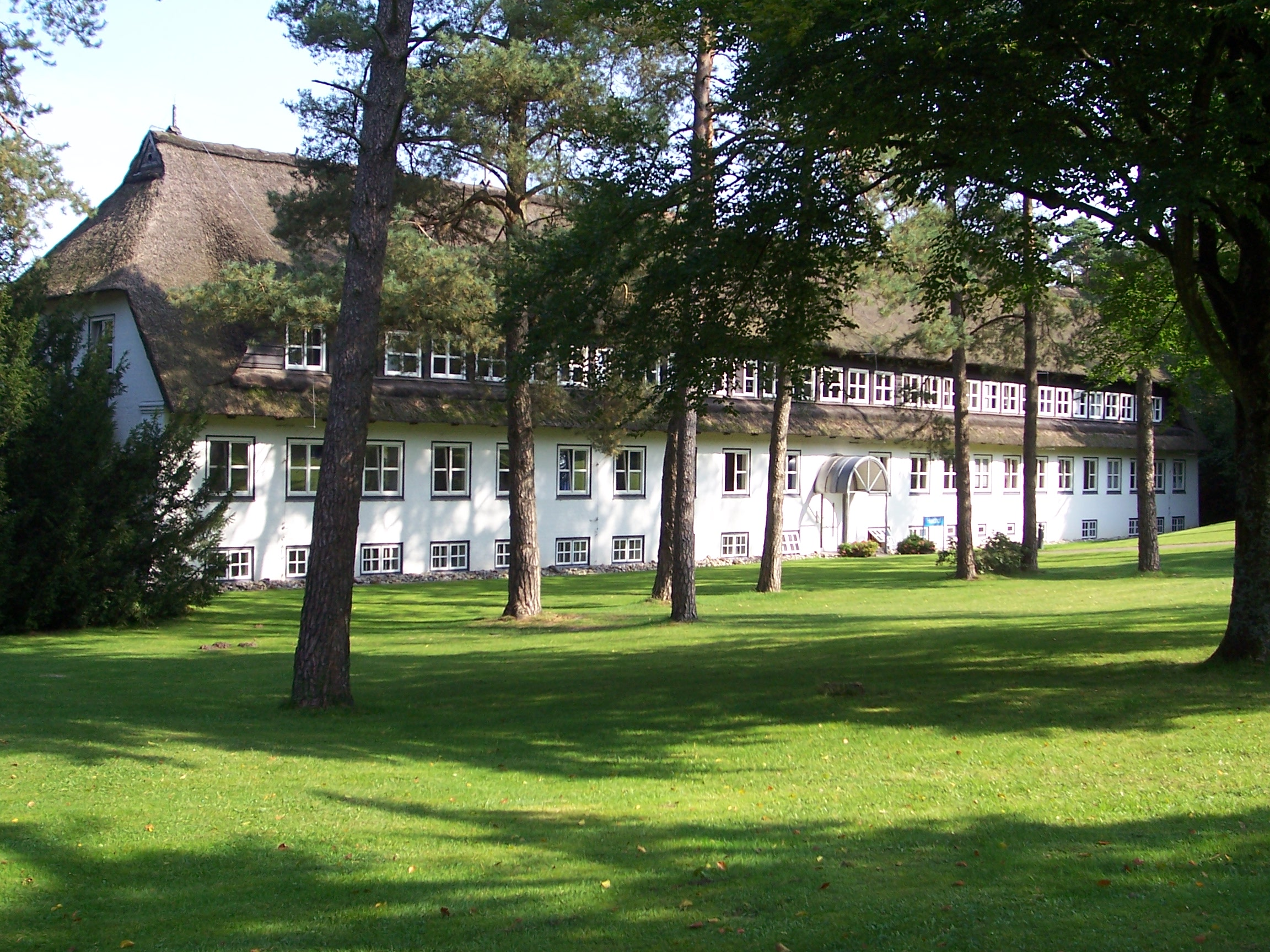
Ehemaliges „Nachfürsorgeheim“ Heidhof
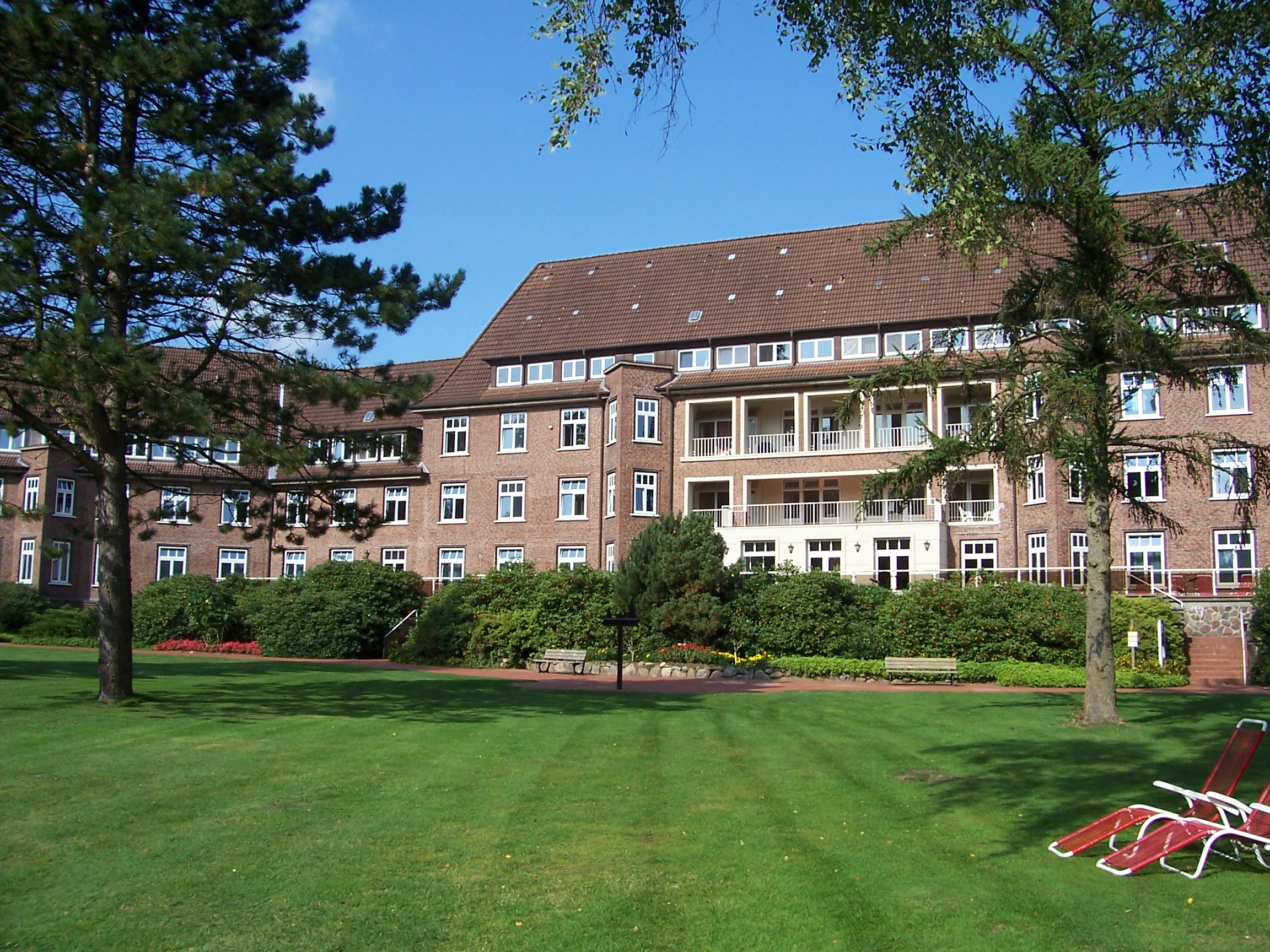
Altbau von 1931
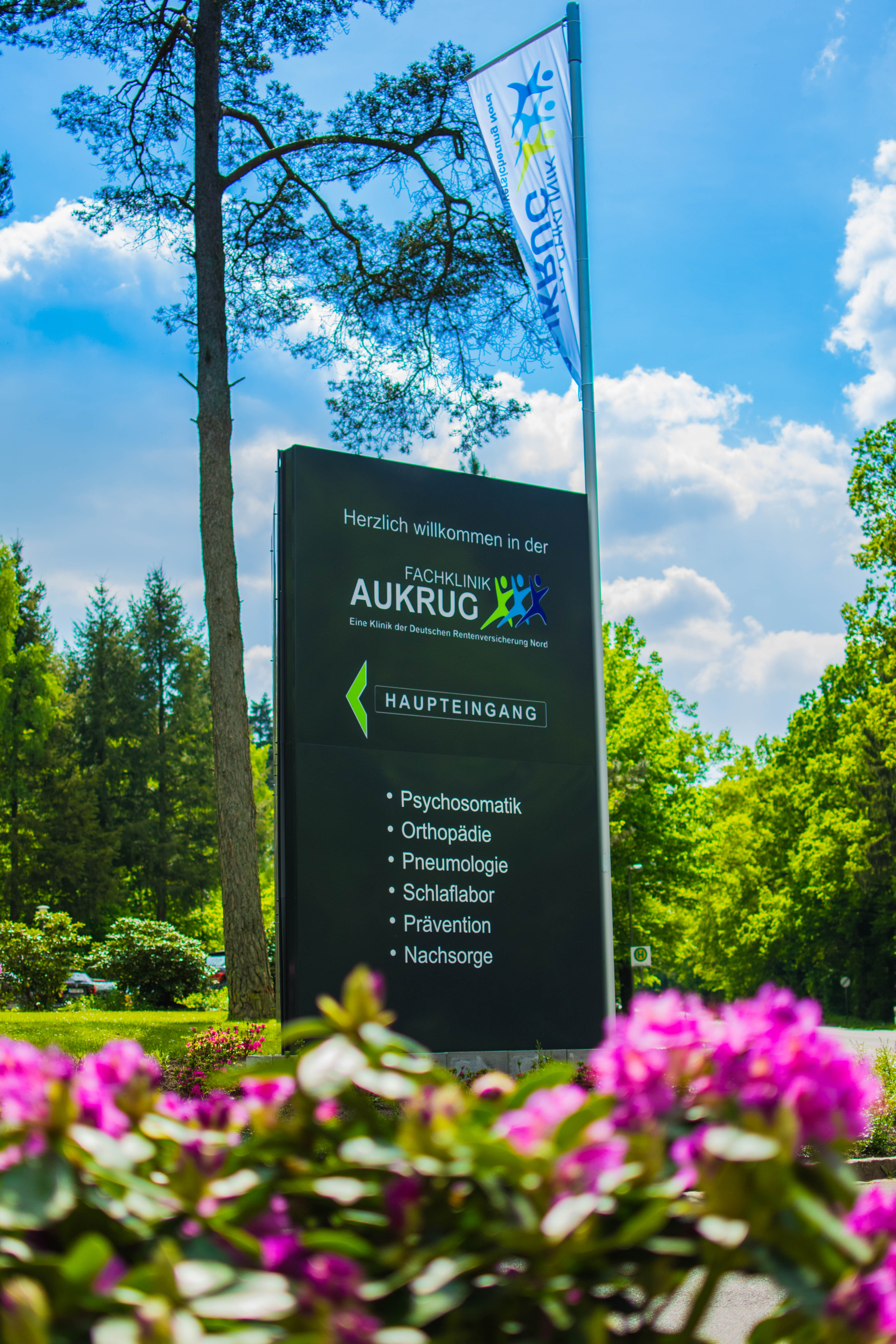
Einfahrt der Klinik

## Geschichte
Der Bau wurde 1928 begonnen. Zur Behandlung der Tuberkulose hatte die LVA Schleswig-Holstein bereits 1925 in der Nähe der heutigen Klinik das Erholungsheim Tannenfelde eingerichtet. Da die Kapazitäten nicht ausreichten, entschied man sich 1927 für den Bau einer eigenen Tuberkulose-Heilstätte, und die LVA erwarb 133 Hektar auf dem Gelände des Tönsberges. Das neue Haus, das den Namen Sanatorium Tönsheide erhalten hatte, wurde im Juni 1931 eröffnet und in Betrieb genommen. 1932 wurde das Sanatorium Tönsheide offiziell als Krankenhaus deklariert – Grund hierfür war ein Umstieg auf aktive Tuberkulosebehandlungs-Maßnahmen.
Als Nachfürsorgeheim wurde 1935 der Heidhof in Betrieb genommen, dessen Fassade mit Arbeiten des Kunsthandwerkers Alwin Blaue ausgestattet ist.
Im Laufe der Zeit kamen noch weitere Gebäude wie ein Schwesternwohnheim, Wohnungen für Familien des Personals, ein Rentnerwohnsitz für pensionierte Mitarbeitende und einige mehr dazu.
Joachim Hein, der Direktor des Krankenhauses Tönsheide von 1934 bis 1966 war, entwickelte maßgeblich die Kollapstherapie zur Behandlung von Tuberkulose, wofür er das Große Verdienstkreuz des Verdienstordens der Bundesrepublik Deutschland bekam sowie zum Ehrenmitglied der Deutschen Gesellschaft für Lungenkrankheiten und Tuberkulose und Ehrenmitglied des Robert-Koch-Instituts ernannt wurde.
Bald schon war das Sanatorium international bekannt als eine der führenden Tuberkulose-Heilstätten und es gab einen Andrang von Assistenzärzten und Fachpersonal, um dort lernen zu dürfen.
Auf Heins Initiative hin erließ Hamburg 1945 das Schirmbildgesetz und Schleswig-Holstein 1947 das Gesetz über die Röntgenreihenuntersuchung. Neben stationären Schirmbildgeräten kamen bis Ende der 1980er Jahre mobile Schirmbildgeräte in sogenannten „Röntgenbussen“ zum Einsatz, die für Schleswig-Holstein in Aukrug stationiert waren.

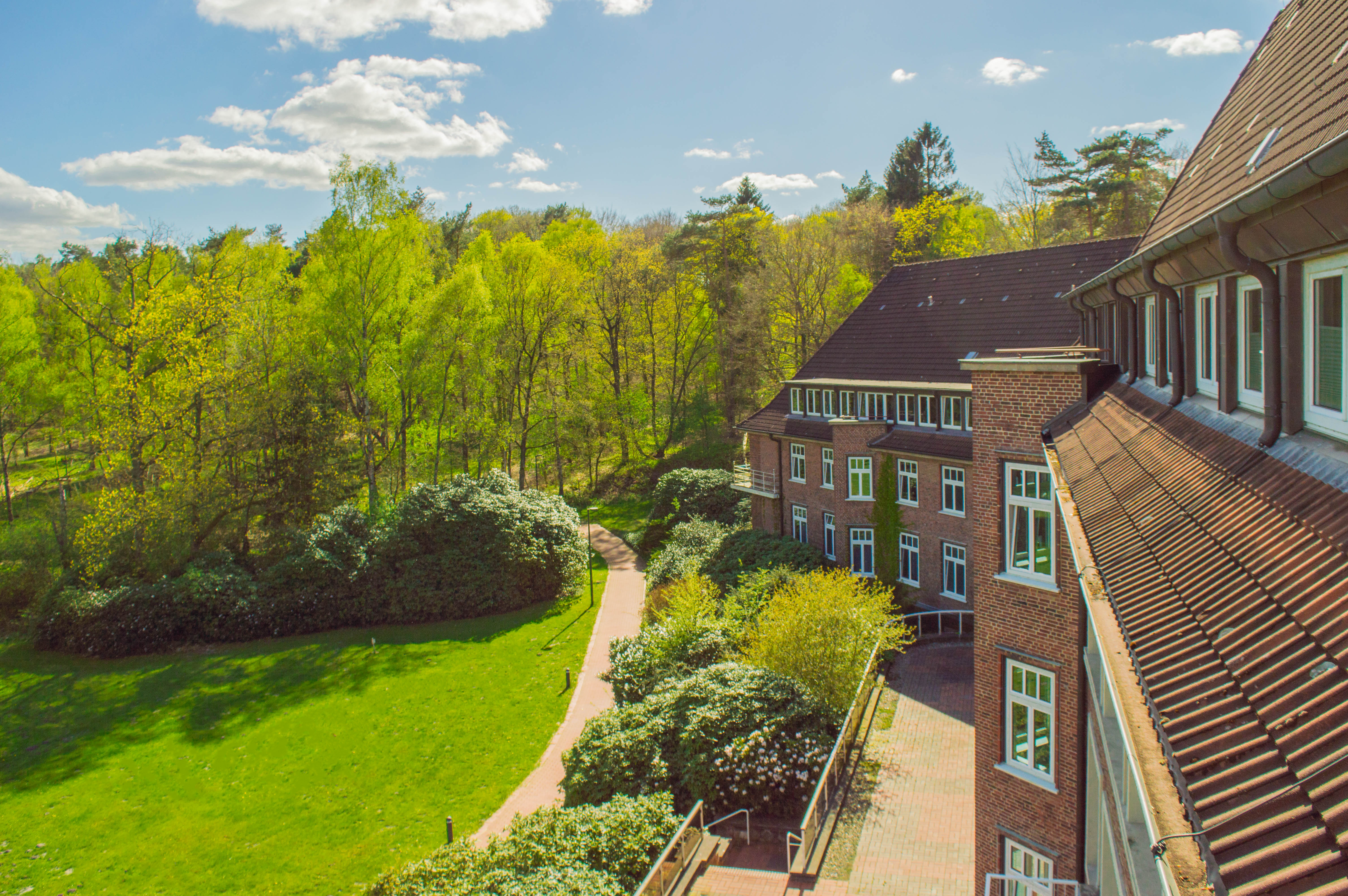
Blick auf die Außenanlage

So konnte eine Tuberkulose rechtzeitig erkannt werden und eine weitere Ausbreitung durch Ansteckung minimiert werden. Der Bedarf einer solchen Methode wurde vor allem im Zweiten Weltkrieg deutlich.
In dieser Zeit wurde das Krankenhaus Tönsheide zu einem Reservelazarett. In schwierigen Verhandlungen konnte erreicht werden, dass wenigstens ein Teil des Krankenhauses für die zivile Versorgung von Tuberkulose-Kranken erhalten blieb. Aber auch viele Soldaten kehrten infiziert in das Krankenhaus zurück.
1973 wurde das Krankenhaus dann zur Kurklinik Aukrug, nachdem eine wirksame Behandlungsmethode gegen Tuberkulose entwickelt worden war und der Bedarf einer Einrichtung zurückging.
Die Klinik wurde weiter ausgebaut mit u. a. einer Gymnastikhalle, einem Bewegungsbad, einer Kegelbahn und Minigolfanlage. Von 1985 bis November 2022 wurde sie als Fachklinik Aukrug bezeichnet.
61 Hektar des Klinikgeländes sind durch das Naturschutzgebiet Tönsheider Wald besonders geschützt.